# George Montgomery (basket-ball)
Pour les articles homonymes, voir George Montgomery et Montgomery.
George Montgomery, né le 26 avril 1962 à Chicago, est un joueur américain de basket-ball.

## Biographie
George Montgomery porte le maillot de l'équipe NCAA des Fighting Illini de l'université de l'Illinois. Pendant sa période universitaire, il montre qu'il est un bon rebondeur (1984-1985 : 7,3 rebonds) et bon marqueur (1984-1985 : 10,3). Le jeune pivot est choisi lors de la draft 1985 de la NBA au deuxième tour, en tant que 39e choix par les Trail Blazers de Portland. Mais c'est aux Bobcats de La Crosse (CBA) qu'il signe son premier contrat. Il est transféré en cours de saison chez une autre équipe de CBA, le Thunder d'Evansville.
Au début de la saison 1986-1987, il rejoint le Racing Club de France (N1A) et ainsi essaye pour la première fois le jeu européen. Il n'arrive pas à convaincre le club parisien mais très vite le BC Andorra (Ligue 2 espagnole) se positionne et le garde jusqu'en 1988. De 1989 à 1991, Montgomery joue avec l'ABC Nantes. Il y effectue de très bonnes saisons (notamment en 1990-1991 : 16,4 points, 10,8 rebonds, 1,9 passe décisive, 0,7 contre). Ensuite, il évolue au BCM Gravelines pendant trois saisons (1990-1993). George Montgomery participe à la coupe Korać avec le club du Nord lors de la saison 1991-1992. Il prend sa retraite à Antibes (1993-1994). Toutefois, il sort de sa retraite à la suite de l'offre du CSP Limoges lors de la saison 1995-1996. Dans une équipe assez dense, Montgomery ne démérite pas avec 6,4 points, 5,9 rebonds en Pro A mais aussi 7,3 points, 5,2 rebonds en coupe Saporta.
Il est depuis[Quand ?] membre de l'équipe technique de l'équipe universitaire de Illinois (NCAA).
Il est également le père du joueur de basket-ball JaVale McGee qui évolue en NBA.